# Etraveli Group
Etraveli Group är ett svenskt företag i resebranschen. Företaget grundades år 2000 som Etraveli och blev senare Etraveli Group AB. Etraveli äger eller har ägt ett antal varumärken som Seat24, Supersaver, Flygvaruhuset, Gotogate.no och Flybillet.dk.